# Никова, Рина
Рина Никова (ивр. רינה ניקובה‎; 23 июня 1898, Санкт-Петербург — 7 августа 1972, Тель-Авив) — израильская танцовщица и хореограф, автор стиля интерпретации библейских сюжетов в танце.

## Биография

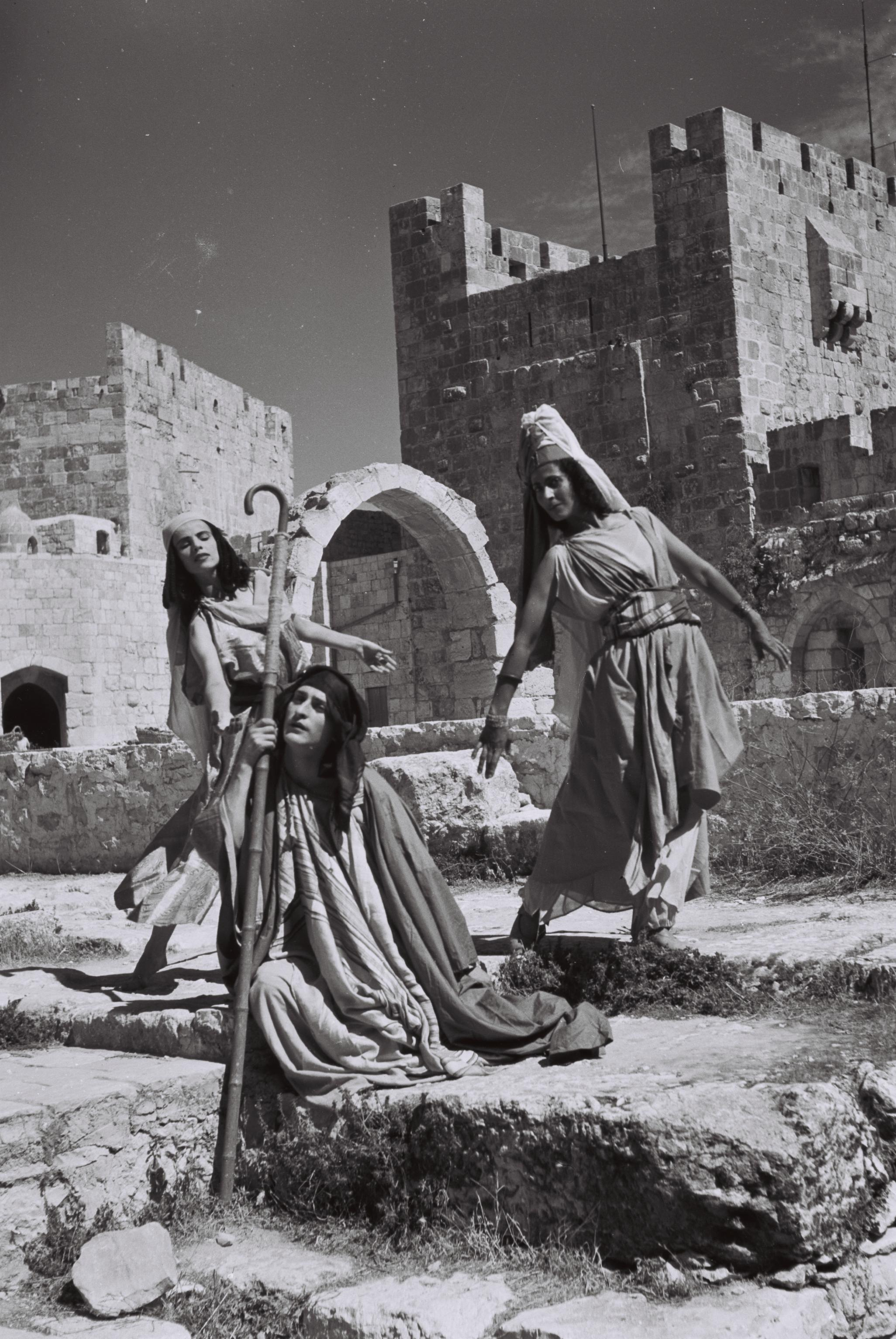
Участницы балетной труппы Рины Никовой во время восточного танца в Башне Давида, 1946 год. Фотограф Золтан Клугер

Родилась в Санкт-Петербурге в Российской империи 23 июня 1898 года. Её мать — Эстер, дочь Яакова Каца. Отец — Лев Рабинович, богатый купец и владелец фабрики в Санкт-Петербурге. Семья имела специальное право проживания в городах, не входивших в черту оседлости.
Получила образование в Москве.
Никова впервые выступила в Берлине.
Приехала в Палестину в 1924 году и приняла решение остаться. В 1924 году основала первую в Израиле школу классического балета. В 1925 году она поступила в оперную труппу Мордехая Голинкина в Тель-Авиве в качестве примы-балерины. В 1933 году в Тель-Авиве она сформировала йеменскую балетную труппу. Никова полагала, что новый израильский танец может быть основан на богатом материале движений, музыкальных ритмов и мимики восточных йеменских евреев, которые, как считалось, сохранили оригинальные древние традиции. Рут Эшель пишет в книге «Танцевать с мечтой», посвящённой становлению художественного танца в Эрец-Исраэль: «Восточный еврей символизировал для многих художников аутентичного представителя древней страны и связь между евреем двадцатого века и его предками». В 1949 году она основала Иерусалимский библейский балет.
Погибла в 1972 году в Тель-Авиве, когда её сбил мотоциклист.